# Charles Mauroy
Charles Mauroy (Quevaucamps, 20 maart 1900 - Tourpes, 13 september 1976) was een Belgische vrederechter. Hij was waarnemend burgemeester van Doornik.

## Levensloop
Mauroy was vrederechter. Hij werd eind mei 1940 door Duitse bezetters aangesteld als waarnemend burgemeester van Doornik na het afzetten van de liberale burgemeester Emile Derasse. Enkele weken later werd Louis Casterman aangesteld als burgemeester.